# Gare de Francastel-Ourcel

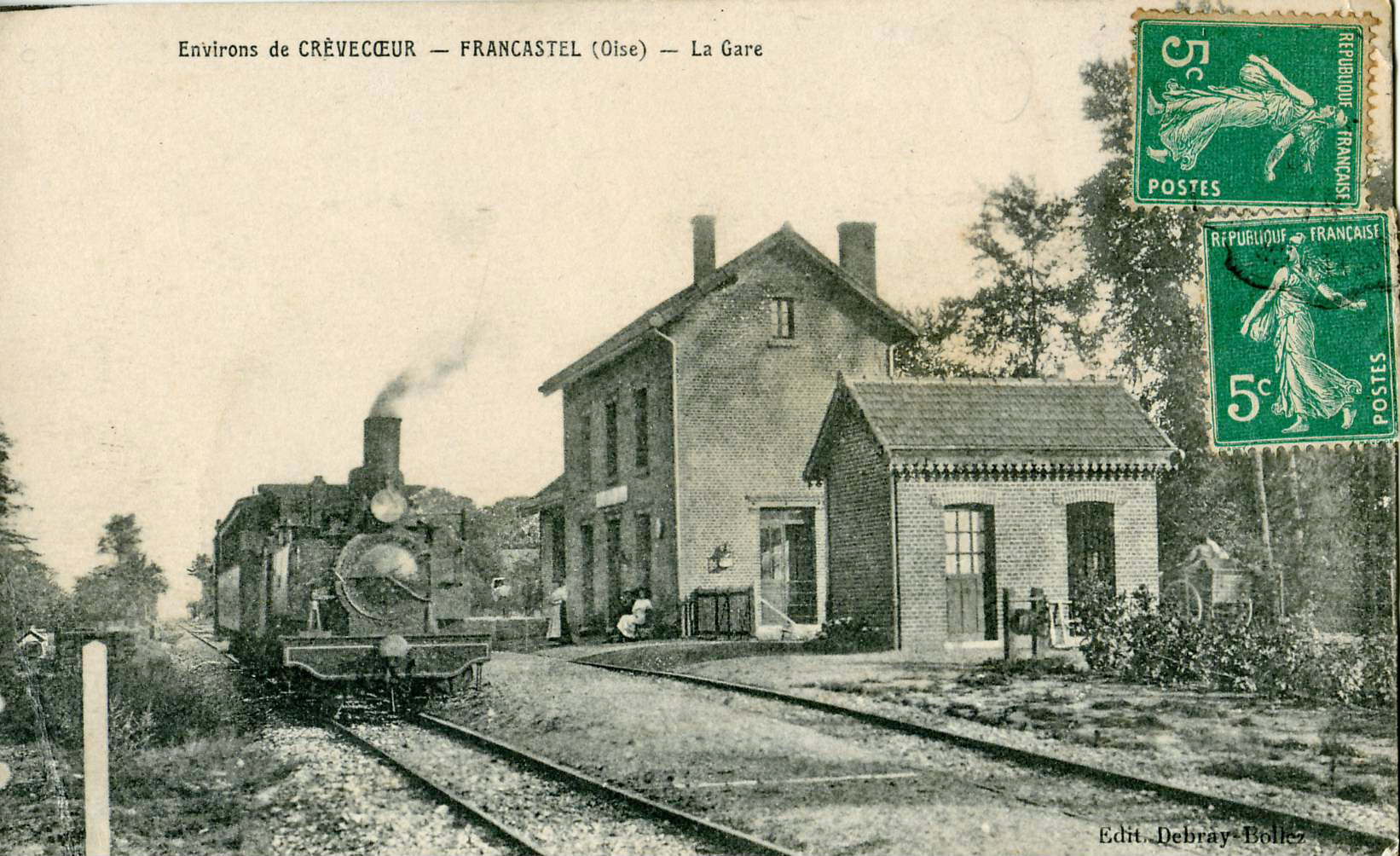
Autre vue de la gare, avec une locomotive circulant sur la voie principale

La gare de Francastel-Ourcel est une gare française, qui était située sur la commune de Francastel, à proximité d'Oursel-Maison, dans le département de l'Oise en région Picardie.

## Situation ferroviaire
La gare de Francastel-Ourcel était située entre les gares de La Chaussée-Puits et de Crèvecœur-le-Grand sur la ligne secondaire à voie métrique Estrées-Saint-Denis - Froissy - Crèvecœur-le-Grand.

## Histoire
Cette voie ferrée d'intérêt local avait été concédée par le Conseil général de l'Oise entre Granvilliers et Estrées-Saint-Denis par Crèvecœur-le-Grand mais le concessionnaire fit faillite et le repreneur avait limité la ligne entre Estrées-Saint-Denis et Froissy. En 1907, le prolongement de la ligne à Crèvecœur-le-Grand fut déclaré d'utilité publique et la compagnie modifia son nom d'EF (Chemin de fer d'Estrées à Froissy) en compagnie du Chemin de fer d'Estrée à Froissy et Crèvecœur (EFC). Ce prolongement ouvrit le 21 mai 1911. En revanche, les prolongements envisagés de Crèvecœur-le-Grand à Grandvilliers ou à Marseille-en-Beauvaisis n'aboutirent jamais.
La Compagnie générale de voies ferrées d'intérêt local, dite CGL ou CGVFIL, qui avait remplacé l'EFC en 1920 ferma le trafic voyageurs sur le tronçon Froissy - Francastel-Ourcel - Crèvecœur-le-Grand en 1953. Le trafic marchandises fut alors également fermé entre Francastel-Ourcel et Crèvecœur-le-Grand (mais la ligne resta ouverte pour les campagnes de récolte des betteraves). Le tronçon de Francastel-Ourcel à Froissy fut fermé au fret en 1961 en même temps que celui de Froissy à Saint-Just-en-Chaussée.